# 中国工农红军第十一军
中国工农红军第十一军，简称红十一军，中国工农红军早期部队之一。

## 鄂东的红三十一师
1927年11月中旬，根据中国共产党鄂东特委的命令，黄安、麻城两县的农民自卫军改编为工农国民军第七军，1928年7月，第七军改编为红十一军第三十一师，军长兼师长吴光浩、党代表戴克敏、参谋长曹学楷、政治部主任陈定侯，下辖4个大队。红三十一师由鄂东特委，后演化为鄂东北特委，再后发展为1929年9月成立的鄂豫边特委领导。

## 豫东南的红三十二师
商南起义在策划时，1929年初商城县委多次遭到破坏。1月18日，豫东南特委委员兼军委书记张廷桂和特委委员杨桂芳到商城开展工作时被捕遇害。2月3日，省委新派来的豫东南特委书记余锡珍从固始到商城途中被捕，当天杀害于商城县城关。2月21日，商城县委书记李惠民在峡口联络党员时与该村书记丁树勋一起被捕遇害。1929年3月13日中央巡视员郭述申主持豫东南特委与鄂东北特委在光山县柴山堡召开联会议，豫东南特委将商南的党组织委托给鄂东特委领导，鄂东特委为此专门成立了商罗麻特别区委来领导起义，区委书记徐子清。商城县委的李梯云、肖方等人认为该区委是非法组织予以抵制。在这种情况下，鄂东北特委派徐子清、徐其虚等几人去商南工作。
1929年5月9日，河南省商城县的商南起义各路起义队伍齐聚斑竹园召开群众大会，处决了豪绅罗维楚和反动分子周若发，宣布成立中国工农红军第十一军三十二师，师长周维炯、党代表徐其虚、副师长漆德玮，参谋长漆海峰，下辖两个团。九十七团（团长肖方）、九十八团（团长郑延青）、师直特务营（营长姚弟圃），全师200多人，长短枪36支。三四天的时间，商南苏区周围的十几处民团不是被打垮，红三十二师得枪40余支。
1929年6月，豫东南特委撤销后新成立的信阳中心县委与由鄂东特委改建的鄂东北特委召开联席会议，决定将商南党组织与红三十二师交还给商城县委领导，由信阳中心县委派人接收并组建商城县委。但原来由鄂东特委派出的商罗麻区委书记徐子清和红三十二师党代表徐其虚抵制接收，提出要建立鄂豫皖特别区委。以分裂红军和商城党组织的名义先后将鄂东北特委派来帮助工作的徐子清、徐其虚，霍山派来任党代表的戴元若处决。1929年8月，信阳中心县委决定将红三十二师由商城县委领导直接归信阳中心县委指挥，红三十二师拒绝接受。向西游击打通与红三十一师的联系。1929年8月，红三十二师在反“鄂豫会剿”的战斗中游击至湖北麻城和河南光山一带，9月初与红三十一师首次会合。1929年9月中央决定成立鄂豫边特委并将商城县委和红三十二师划归特委领导，信阳中心县委也指示红三十二师须执行中央决定，但红三十二师拒不执行命令。1930年1月1日，中央巡视员郭述申带七人到商南，准备取代商城县委及红三十二师的全部领导人（县委书记、师委书记、师长、政治部主任、九十七、九十八团党代表）。商城县委、师委认为中央巡视员及派来的干部的身份是假的，所以决定先行扣留，再请示中央。

## 皖西的红三十三师
1930年1月20日，在六霍起义基础上六安、霍城的游击队组成红十一军第三十三师，师长徐百川、政治部主任姜镜堂，下辖两个团和一个特务连。由六安中心县委直接领导。辖一○六、一○七团，全师200余人。
1930年4月，根据中共中央军委指示，三个师集中改编为红一军。同时中共鄂豫皖特委成立，李梯云继续担任商城县委书记并任特委委员。

## 其它“红十一军”
另外，1933年1月，中共中央军委将闽浙赣苏区的红十军调往中央苏区，与红31师合编为红十一军，划归红一方面军指挥，参与第四次反围剿战争，军长周建屏，政治委员肖劲光。6月7日，又改编为红七军团。
1. ↑  .   [2019-07-29]. （原始内容存档于2019-07-29）.
2. ↑  [http://www.sohu.com/a/233900529_366532 （页面存档备份，存于） 金寨县党史县志档案局 汪家广：《立夏节起义的真正总负责人应该是李梯云》，搜狐历史